# Fabiana Semprebom
'Fabiana Semprebom' (Londrina, 26 de maio de 1984) é uma modelo brasileira.
Já desfilou para a famosa Victoria's Secret entre campanhas, editoriais, revistas e desfiles, a modelo já trabalhou para marcas internacionalmente renomadas como 'Harper's Bazaar', DKNY, Dolce & Gabbana, Armani, Chanel, e Revlon.